# Gordon Durie
Gordon Scott Durie (* 6. Dezember 1965 in Paisley) ist ein ehemaliger schottischer Fußballspieler, der auf der Position des Stürmers spielte.
Während seiner Karriere stand er bei den Vereinen FC East Fife, Hibernian Edinburgh, FC Chelsea, Tottenham Hotspur, Glasgow Rangers und Heart of Midlothian unter Vertrag. Für die schottische Fußballnationalmannschaft absolvierte er 43 Spiele und erzielte sieben Tore.
Der Höhepunkt seiner Karriere stellt seine Zeit bei den Glasgow Rangers dar, wo er Teil der Meistermannschaft der Saison 1996/97 war. Sein berühmtestes Spiel war das schottische Pokalfinale 1996, in dem ihm beim 5:1-Sieg gegen Heart of Midlothian ein Hattrick gelang. Da der Rangers-Kader sehr viele Talente enthielt, kam er dort nie wirklich zum Zuge. Heute wird er als einer der am meisten unterschätzten Spieler bei den Rangers betrachtet.
2001 beendete Durie seine Profilaufbahn und betreibt seit 2004 in Dalgety Bay ein Immobiliengeschäft. Sein Sohn Scott spielt für den FC East Fife in der dritten schottischen Profiliga.

## Erfolge
- FA Community Shield: 1992
- 6-mal Schottischer Meistertitel: 1994, 1995, 1996, 1997, 1999, 2000
- 3-mal Schottischer Pokalsieger: 1996, 1999, 2000
- 2-mal Schottischer Ligapokal: 1993, 1999